# Ruisseau des Meules (rivière du Moulin)
Le ruisseau des Meules est un affluent de la rive ouest de la rivière du Moulin (Beauceville) dont le courant se déverse sur la rive ouest de la rivière Chaudière ; cette dernière coulant vers le nord pour se déverser sur la rive sud du fleuve Saint-Laurent. Il coule dans la municipalité de Saint-Alfred, dans la municipalité régionale de comté (MRC) Beauce-Centre, dans la région administrative de Chaudière-Appalaches, au Québec, au Canada.

## Géographie
Les principaux bassins versants voisins de le ruisseau des Meules sont :
- côté nord : rivière Mathieu, Bras Saint-Victor, rivière Chaudière ;
- côté est : rivière Chaudière, rivière du Moulin ;
- côté sud : rivière Noire, décharge du Lac Fortin ;
- côté ouest : Bras Saint-Victor, rivière du Cinq.

Le ruisseau des Meules prend sa source à la confluence de deux ruisseaux en zone agricole dans la municipalité de Saint-Alfred. Cette zone de tête est située à 4,1 km au nord-est du centre du village de Saint-Victor, à 1,9 km au nord-ouest du centre du village de Saint-Alfred, à 4,0 km au nord du lac Fortin et à 7,1 km à l'ouest de la rivière Chaudière.
À partir de sa source, le ruisseau des Meules coule sur  km répartis selon les segments suivants :
- 1,0 km vers l'est, jusqu'à une route de campagne ;
- 3,0 km vers le nord-est, jusqu'à une route du rang Saint-Alexandre-Sud ;
- 1,9 km vers le nord-est, jusqu'à une route de campagne ;
- 1,7 km vers le nord-est, jusqu'à sa confluence.

Le ruisseau des Meules se déverse sur la rive ouest de la rivière du Moulin, dans la municipalité de Saint-Alfred. La confluence du ruisseau des Meules se situe à 1,2 km en aval de la confluence de la rivière du Moulin.

## Toponymie
L'origine du toponyme "ruisseau des Meules" est interrelié au toponyme rivière du Moulin en étant associé au moulage des grains. Vers 1910, les "champs d'or Rigaud-Vaudreuil" y font des investissements majeurs sur la recherche aurifère.
Le toponyme "ruisseau des Meules" a été officialisé le 6 mars 1970 à la Commission de toponymie du Québec.